# Shenzhou 2
La Shenzhou 2 (in cinese semplificato: 神舟二号) fu la seconda missione di un veicolo spaziale di tipo Shenzhou, facente parte del programma spaziale cinese. Come il primo lancio, anche questo fu sprovvisto di equipaggio. Al posto degli astronauti fu posto un coniglio, una scimmia e un cane per tester i sistemi di supporto vitale.
A differenza del primo lancio questo fu molto più impegnativo. La navetta disponeva infatti di tutti i sottosistemi funzionanti e furono intrapresi numerosi test di funzionamento tra i quali anche il cambio di orbita. Inoltre erano posti a bordo ben 64 esperimenti scientifici. Tra i quali alcuni sulla cristallografia in microgravità, altri di tipo biologico e di astrofisica.
Al termine della missione furono accesi i retrorazzi frenati per rallentare la navicella e rientrare quindi sulla terra. Non furono mai rese pubbliche delle fotografie della navetta dopo il rientro, alimentando le ipotesi che si fossero verificati dei problemi nella fase di atterraggio. Ciò fu sempre smentito dalla autorità cinesi.